# Gamanthus pilosus
Gamanthus pilosus là loài thực vật có hoa thuộc họ Dền. Loài này được (Pall.) Bunge mô tả khoa học đầu tiên năm 1862.